# Caso Pónosov
El caso Pónosov es una acción contra Aleksandr Ponosov, un profesor y director de una escuela secundaria de Sepych, Krai de Perm en Rusia. Este caso provocó una contorversia importante en la prensa rusa y blogs así como entre políticos y abogados de ese país (especialmente a los expertos en leyes sobre copyright).
Aleksandr Pónosov fue demandado en 2007 por uso ilegal de copias piratas de Microsoft Windows y Microsoft Office en doce computadoras del colegio en donde trabajaba (según el artículo 146.3 del Código Criminal de Rusia), además de una indemnización a la empresa Microsoft Corporation de 266 593,63 rublos (la mitad de su salario mensual). Los cargos podrían haber resultado en cinco años de cárcel para Ponosov. Las copias sin licencia habían sido pre-instaladas en los computadores por el distribuidor original antes de su uso en la escuela.
Finalmente el 7 de mayo de 2007 la corte pronunció que Pónosov había causado a Microsoft daños por 266.000 rublos y halló al profesor culpable castigándolo con el pago de cinco mil rublos (US$ 194,40).
El caso Pónosov es una de las causas que hicieron que el gobierno ruso decidiera que todos los computadores de las escuelas en ese país tendrán como sistema operativo el ALT Linux, una distribución Linux desarrollada en Rusia, para fines del 2009.